# Estrela D'Alva (Goiânia)
Estrela D'Alva é um bairro da cidade brasileira de Goiânia, localizado na região noroeste do município.
A aprovação original do Estrela D'Alva, como loteamento, se deu em 10 de julho de 1979, por meio de um edital do Instituto Nacional de Colonização e Reforma Agrária (INCRA). No entanto, outras partes do bairro eram irregulares. Segundo dados da Prefeitura de Goiânia, o Estrela D'Alva faz parte do 59º subdistrito de Goiânia, chamado de Finsocial. O subdistrito abrange, além dos dois bairros, o Recanto do Bosque, Brisas da Mata, Parque Tremendão, Morada do Sol e Recreio Panorama.
Segundo dados do Instituto Brasileiro de Geografia e Estatística (IBGE), divulgados pela prefeitura, no Censo 2010 a população do Estrela D'Alva era de 7 086 pessoas.